# 鄧萃雯
鄧萃雯（英語：Sheren Tang Shui Man，1966年3月2日—），香港女演員，曾為無綫電視及亞洲電視合約女藝員。曾在2003年和2004年連續兩年奪得無綫電視萬千星輝頒獎典禮「最佳女配角」及在2009年和2010年連續兩年奪得無綫電視萬千星輝頒獎典禮「非凡實力女藝人」，是唯一一位奪得兩次女配角的女演員及史上第一位「冧莊視后」。近年主要拍攝中國大陸電視劇。

## 簡歷
鄧萃雯早年就讀協恩中學附屬幼稚園、協恩中學附屬小學，並畢業於協恩中學，後於1984年進入無綫電視藝員訓練班第二期藝員招募（當年提名人為影帝劉德華），同期同學有邵美琪、郭富城、陳庭威和黎美嫻等人。她是一名虔誠的基督徒，現為香港藝人之家主席。

## 演藝經歷

### 無綫早期（1985年－1995年）
1985年獲監製蕭顯輝邀請演出她的第一部劇集《薛仁貴征東》，她演出的第一部劇集便擔任第一女主角，當年該劇大受歡迎，平均收視60點。之後在多部劇集中擔演主要角色，如古裝武俠劇《俠客行》中飾丁噹、《倚天屠龍記》中飾周芷若，以青春可愛的少女形象打動觀眾，曾有「翁美玲的接班人」、「最佳古裝美人」等封號。同年，擔任第一女主角的作品有《遁甲奇兵》等。後則在《開心女鬼》中擔任第二女主角，飾演第一女主角鄭裕玲的妹妹楊可兒。
後期，鄧萃雯於每部劇集當中均擔任第一、二女主角，1989年，在《萬家傳說》中與藍潔瑛第二次合作，並於劇中飾演多個隱蔽角色，亦和該時的一線小生郭晉安有許多對手戲，對她來說是一個大挑戰。1990年，她參演《又是冤家又聚頭》飾演情婦角色，與毛舜筠飾演的正室有相當多的戲劇火花。
1991年鄧萃雯與無綫電視的基本合約正式完結，她決定前往美國修讀室內設計，順道以部頭合約的模式跟無綫合作，之後幾年只在暑假期間回港替無綫拍劇，包括《血濺塘西》、《生死訟》及《再見亦是老婆》等作品。鄧萃雯表示在美國進修期間，看到同校的戲劇系同學如何投入學習演戲的態度，啟發了她以後的演藝道路。

### 亞視時期（1996年－1997年）
1995年鄧萃雯完成學業後，一度有離開演藝界打算的她卻再度重投演藝界。當時，鄧萃雯已沒有再次重返無綫，但陳秀雯、邵美琪、商天娥等前無綫花旦已相繼約滿轉投亞視，她也因此跟亞視簽下兩年部頭合約，首先接拍《我和春天有個約會》，在劇中飾演第一女主角姚小蝶，她在劇中的演出大獲好評，她在劇中所演唱的「離春天那麼遠」一炮而紅，如今不少的觀眾仍鍾意該首歌曲，當時紅極一時。在1996年的《再見艷陽天》，飾演張文鳳一角，和陳秀雯、馬景濤、林韋辰等合作，並擔任第二女主角。1997年，鄧萃雯在演出《國際刑警1997》後跟亞視約滿，繼而轉戰兩岸影視市場。

### 大陸時期（1997年至今）
鄧萃雯在亞洲電視時，因是旗下部頭合約藝員，才能夠到處參演劇集。於是，雯女於1997年接拍台灣電視劇《施公奇案》，在此劇兩個單元中擔任女主角，與多位台灣藝人合作。隨後，鄧萃雯全力活躍在台灣電視劇中。2004年起，雯女開始進軍大陸，接演大陸劇集，在大陸劇集中都有出色的演出，著名作品包括，《青城之戀》、《玫瑰江湖》、《牌坊下的女人》、《新還珠格格》及《傾城雪》等劇集都深入民心。鄧萃雯於電視劇《牌坊下的女人》及《青城之戀》中，所飾演的角色大獲好評，將角色演得活靈活現。此後，鄧萃雯於中國電視劇中也佔「一姐」位置，獲多位新生代女演員當作學習榜樣。曾憑著《青城之戀》奪得金南方年度「南方盛典」金南方年度最佳电视剧女演员獎。
鄧萃雯在中國大陸電視劇，偶爾也獲監製提拔在一些劇中擔任第一女主角，擔任女一號的作品有，《少年英雄之洪文定》、《青城之戀》、《牌坊下的女人》等作品。
2011年憑瓊瑤一劇《新還珠格格》的繼皇后一角，擊敗對手，成功奪得華鼎獎「最佳女配角」獎項。
2012年她參演了一部偶像劇《棋逢對手》，是她第二次拍攝偶像劇。並在劇中飾演蘇珊娜一角，挑戰大惡鬥，此劇現今在河北衛視火熱播出。目前正在拍攝《風雷急》，與實力派演員李立群及呂良偉等人合作，擔任第一女主角，並飾演戲班班主付玉霞一角。

### 重返無綫（1999年－2012年）
1999年，鄧萃雯選擇重返無綫電視，並參演《LovingYou我愛你》，亦再度和吳啟華合作，後也獲監製戚其義邀請於《妙手仁心II》客串徐嘉詠一角。
2003年，鄧萃雯第一次參演偶像劇《戀愛自由式》，首次飾演女主角母親的角色，但鄧萃雯也用心去演活角色。恰好該年遇上無綫大裁員，鄧萃雯感到慶幸仍可再次於無綫劇集當中擔任重要角色。後憑同年劇集《LovingYou我愛你2》的多變豐富演出打敗多位實力派演員奪得《萬千星輝頒獎典禮2003》的「本年度我最喜愛的實力非凡女藝員」獎項。（类似近期TVB頒獎典禮的最佳女配角獎項）。
2004年，鄧萃雯參演《金枝慾孽》，並在劇中飾演狠毒的鈕祜祿·如玥（如妃）一角，其演技大獲好評。其後因該劇在大陸首播以致她所飾演的「如妃」一角，深受許多大陸網民愛戴，她的演技已獲得整個大中華地區的觀眾認同，被許多觀眾封為「視壇天后」。因《金枝慾孽》的成功導致許多網民及觀眾盼無綫再製作《金枝慾孽》續集。憑《金枝慾孽》榮獲《萬千星輝頒獎典禮2004》的「本年度我最喜愛的實力非凡女藝員」及「本年度我最喜愛的電視角色」，也是無綫史上首位“連莊女配角”。除此之外，提名「本年度我最喜愛的女主角」（最後五強），並視為大熱門之一，惜最終敗給黎姿。
2007年，在師奶劇集《師奶兵團》中精湛的演出提名「最佳女主角」（最後五强）及「我最喜愛的電視女角色」，鄧萃雯亦藉60集的中港合拍劇《歲月風雲》中的汪紹芬（Fanny）一角而人氣急升，並首度和苗僑偉合作演出兩夫妻；並憑此劇提名「內地觀眾最喜愛TVB女藝人」。
2008年，鄧萃雯與2000年視帝歐陽震華再度合作，在《尖子攻略》中和歐陽震華扮演一對鬥氣冤家，於劇中擦出火花。鄧萃雯憑此劇中的嚴家勵（Kelly）一角提名《2008年萬千星輝頒獎典禮》的「最佳女主角」（最後十强）。
2009年，鄧萃雯於《巾幗梟雄》中飾演的康寶琦（四奶奶）一角，演技精湛，深入民心，再次成為城中熱話，人氣急升，衆望所歸，憑大熱劇集於《2009年萬千星輝頒獎典禮》中以大熱門姿態榮獲「最佳女主角」，也是首位讀無綫電視藝員訓練班奪得視后的女演員。
2010年，鄧萃雯在《巾幗梟雄》的續集《巾幗梟雄之義海豪情》中飾演鄭九妹（九姑娘）一角，再獲關注，憑此劇於《2010年萬千星輝頒獎典禮》再獲「最佳女主角」，成為香港首屆的「連莊視后」；並成功打敗大熱門候選「三公主」佘詩曼成為視后。此外，她還在馬來西亞及中國大陸的殿堂級頒獎典禮當中以《巾幗梟雄之義海豪情》奪得多個獎項，如《MY AOD我的最愛頒獎典禮2010》奪得「我的最愛十大電視角色」、《明報週刊演藝動力大獎》奪得「最突出電視女藝員」、《星和無綫電視大獎》奪得「我最愛TVB電視女角色」、《TVshow2010娛樂電視大獎》奪得「年度我最愛的電視女角色」、《巴巴閉邊個夠我查篤撐》奪得「網民評選最佳女主角」及《2011國劇盛典》奪得「年度網路最受歡迎港台女演員」，是實至名歸的「七料視后」。
2012年，無綫電視再開拍《金枝慾孽》之續集《金枝慾孽貳》，鄧萃雯再次飾演鈕祜祿·如玥（如妃）一角；但揚言這次的角色不像2004年那部這麼狠毒。自上次奪得視后之後，鄧萃雯因無劇出產而没有提名萬千星輝頒獎典禮任何獎項項目，故不少鄧萃雯忠實粉絲及香港觀眾希望鄧萃雯能憑此劇提名《2013年萬千星輝頒獎典禮》「最佳女主角」等獎項。《金枝慾孽貳》於2013年4月22日首播，於2013年5月31日大結局播畢。2013年11月26日，所公佈的《萬千星輝頒獎典禮2013》「最佳女主角」候選人當中，只有同劇演員蔡少芬及伍詠薇提名，她沒提名該獎項以致令許多觀眾不滿，但她沒有感到失望，並視無綫的頒獎禮為公開、公正的頒獎禮。
鄧萃雯拍畢《金枝慾孽貳》後離開無綫，結束12年與無綫之賓主關係。有傳於她轉投王維基旗下的香港電視網絡，後全屬傳言；鄧萃雯實為主力於中國大陸發展，許多忠實粉絲聞聽消息後都大感可惜，紛紛在網絡上評論，惟她與香港電視網絡有合作的意向。
2016年12月19日，鄧萃雯現身無綫電視當晚直播的《萬千星輝頒獎典禮2016》，與老拍檔黎耀祥頒發最佳劇集，期間她表示有意再次回歸無綫，還說：「我要好劇本，有一樣大家都知，我唔要飛紙仔，一定唔得。」似乎雙方關係正式破冰；而鄧萃雯事後接受記者採訪時表示自己和無綫關係其實一直不差，公司也希望度身訂造以表誠意。

### 2018年至今
2018年，由陳寶華籌備為無綫電視開拍的《多功能老婆》，原意是邀請鄧萃雯任女主角，可惜最後鄧萃雯落實演出ViuTV新劇，而接受訪問時表示自己從來無推過《多功能老婆》，亦很感謝她是第一個要找的人，覺得能夠重視創作這一點就非常值得支持。
2019年，鄧萃雯主演ViuTV劇集《婚內情》，飾演強勢的畫廊老闆馬淑湘，因丈夫（陳錦鴻飾演）出軌要挽救婚姻，不惜默許第三者（談善言飾演）存在，更與一直暗戀自己的年下男（林德信飾演）發生親密關係；劇中的感情關係糾結。
2021年7月30日，中國大陸經理人公司浩瀚娛樂於官方微博發表聲明，宣布簽約鄧萃雯成為旗下女演員。

## 圈内好友
鄧萃雯於圈内的好友甚多，包括羅慧娟、黎美嫻、邵美琪、黎耀祥、劉德華鄭秀文、袁詠儀、吳家麗、蔡少芬、梁朝偉、陳法蓉、鄭嘉穎、胡杏兒、惠英紅、謝雪心、謝天華、商天娥、歐陽震華、葉　童、吳啟華、薛家燕、鄭裕玲、米　雪、李司棋、汪明荃、張可頤、郭羨妮、鍾嘉欣、朱慧敏、徐子珊、陳秀珠、邱心志、李　晟、劉雪華
, 陳潔儀、張柏芝等。

## 個人生活
鄧萃雯有過多段感情，鄧萃雯只承認過曾與萬梓良和鄭敬基交往，最後也是以分手收場。
在1985年，鄧萃雯和萬梓良拍攝劇集《薛仁貴征東》時，與大她9年的萬梓良「戲假情真」，當時萬梓良坦言會等她十年才結婚，但兩人拍拖一年半後，因性格不合而分手。2009年，鄧萃雯在接受陳志雲節目《志雲飯局》時也透露曾與萬交往。
鄧萃雯在1995年拍攝《我》劇集時被指與男主角江華交往。當時江華已婚，妻子為麥潔文。因此鄧萃雯介入江華和麥潔文婚姻當第三者，後自動退出。江華與鄧萃雯出軌事件，引起被眾多媒體、報刊爭相報導。
1998年，鄧萃雯和演員鄭敬基交往，她表示鄭對她很好，但一年後都是以分手收場。
2019年，邓萃雯被爆与新加坡艺人好友陈洁仪传出绯闻。后两人出来澄清，说只是闺蜜。

### 其他
2013年3月4日，鄧萃雯表示當時拍攝《金枝慾孽（貳）》因壓力大而患上自主神經失調，其後鄧萃雯趁假期在家中休息，現已完全康复。曾與鄧萃雯合作的好友林保怡和前度男友鄭敬基也紛紛評論。

## 演出作品

### 電視劇（無綫電視）
| 首播   | 劇名               | 角色                                               | 備註 | 性質           |
| 1985年 | 薛仁貴征東         | 柳金花                                             | （與萬梓良、吳家麗、秦 沛、陶大宇、廖啟智合演）                                                                                    | 第一女主角     |
| 1985年 | 六指琴魔           | 端木紅                                             | （與石 修、吳啟華、藍潔瑛、關海山合演）                                                                                            | 第二女主角     |
| 1985年 | 開心女鬼           | 楊可兒                                             | （與鄭裕玲、呂良偉、林立三、邵美琪、呂有慧、王書麒合演）                                                                           | 第二女主角     |
| 1986年 | 遁甲奇兵           | 凌採月                                             | （與黃日華、商天娥、黎漢持合演）                                                                                                   | 第一女主角     |
| 1986年 | 黃大仙             | 孤素素                                             | （與鄭少秋、謝賢、歐陽珮珊、黎美嫻合演）                                                                                           | 第三女主角     |
| 1986年 | 倚天屠龍記         | 周芷若                                             | （與梁朝偉、鄭裕玲、任達華、黎美嫻、邵美琪合演）                                                                                   | 第二女主角     |
| 1987年 | 大城小子           | 谷小雅                                             | （與林立洋、龔慈恩、鄧浩光、王書麒、吳麗珠合演）                                                                                   | 第一女主角     |
| 1987年 | 新紮師兄1988       | 程月如                                             | （與梁朝偉、高 雄、林嘉華、吳家麗合演）                                                                                            | 第一女主角     |
| 1988年 | 旭日背後           | 江家瑤                                             | （與夏 雨、邵美琪、胡美儀合演） | 第一女主角     |
| 1988年 | 太平天國           | 韓寶英                                             | （與呂良偉、黃日華、劉青雲、毛舜筠、陳敏兒合演）                                                                                   | 第一女主角     |
| 1988年 | 義薄雲天           | 丁曉君                                             | （與莫少聰、李國麟、郭峰合演） | 第一女主角     |
| 1988年 | 都市方程式         | Carol                                              | （與林立洋、郭富城、梁佩玲合演）                                                                                                   | 單元女主角     |
| 1989年 | 萬家傳說           | 古 月、胡芊芊、採 茶                               | （與郭晉安、藍潔瑛、歐陽震華、梅小惠、白茵合演）                                                                                   | 第二女主角     |
| 1989年 | 決戰皇城           | 完顏小玉、冷月郡主                                 | （與鄭少秋、梁家仁、謝寧、關禮傑合演）                                                                                             | 第二女主角     |
| 1989年 | 花月佳期           | 莉 莉                                              | （與郭晉安、李嘉欣、吳镇宇合演）                                                                                                   | 第二女主角     |
| 1989年 | 天變               | 董香兒                                             | （與郭晉安、黎美嫻、區瑞偉、黃秋生合演）                                                                                           | 第二女主角     |
| 1989年 | 俠客行             | 叮 噹                                              | （與梁朝偉、姚正箐合演） | 第一女主角     |
| 1990年 | 優皮幹探           | 程凱嘉                                             | （與邵仲衡、張兆輝、林文龍、楊美儀合演）                                                                                           | 第一女主角     |
| 1990年 | 又是冤家又聚頭     | 方希彤                                             | （與毛舜筠、吳镇宇、李子雄、蘇永康、姚正箐合演）                                                                                   | 第二女主角     |
| 1991年 | 灰網               | 王君妍                                             | （與溫兆倫、吳镇宇、陶大宇、張鳳妮、吳麗珠合演）                                                                                   | 第一女主角     |
| 1992年 | 血濺塘西           | 彭 紅                                              | （與王 傑、張鳳妮合演） | 第一女主角     |
| 1993年 | 南俠展昭           | 范 緹                                              | （與伍衛國、曾偉權、陳珮珊合演）                                                                                                   | 第一女主角     |
| 1994年 | 生死訟             | 馬 潔                                              | （與郭晉安、方中信、關詠荷合演）                                                                                                   | 第二女主角     |
| 1994年 | 再見亦是老婆       | 湯敏蓉                                             | （與姜大衛、陳秀雯、林 偉、周嘉玲合演）                                                                                            | 第二女主角     |
| 1994年 | 豪門插班生         | 金憶蓮                                             | （與魏駿傑、劉兆銘、梁家仁、廖偉雄、陳梅馨合演）                                                                                   | 第一女主角     |
| 1995年 | 廉政英雌之火槍柔情 | 潘慰欣                                             | （與關詠荷、商天娥、李子雄、張國強合演）                                                                                           | 第一女主角     |
| 1995年 | 壹號皇庭IV         | 殷芷傑（Joyce）                                    | （與歐陽震華、陶大宇、陳秀雯、宣 萱、陳芷菁合演）                                                                                  | 第三女主角     |
| 2000年 | LovingYou我愛你    | 葉妙如、方 瑤                                      | （與吳啟華、薛家燕、黃智賢、張同祖、劉家聰合演）                                                                                   | 兩大女主角之一 |
| 2000年 | 妙手仁心II         | 徐嘉詠                                             | （與吳啟華、林保怡、蒙嘉慧、陳慧珊、張同祖合演）                                                                                   | 特別客串       |
| 2001年 | 娛樂反斗星         | 蓋瑩晶                                             | （與歐陽震華、謝天華、阮兆祥、湯盈盈、鄺文珣合演）                                                                                 | 第一女主角     |
| 2001年 | 酒是故鄉醇         | 古 瑤（孺姑娘）                                    | （與林家棟、佘詩曼、馬德鐘、秦 沛、盧海鵬、劉玉翠、劉 江、楊婉儀合演）                                                             | 第二女主角     |
| 2002年 | 點指賊賊賊捉賊     | 劉小葡（紫葡萄）                                   | （與溫兆倫、蒙嘉慧、錢嘉樂、石 修、吳美珩、唐 寧、楊 怡合演）                                                                      | 第三女主角     |
| 2003年 | LovingYou我愛你2   | 丁月瑩、朱秀萍、美、方綺莉、董倩彤（Karen）、張 帆 | （與鍾景輝、薛家燕、吳啟華、鄭嘉穎、楊思琦合演）                                                                                   | 第二女主角     |
| 2003年 | 戀愛自由式         | 水健兒（Sandy）                                    | （與陳文媛、唐 寧、蕭正楠、黃宗澤、艾威、鄧麗欣、傅穎、楊明、黎諾懿、陳霽平、陳文靜、陳 豪合演）                                   | 第三女主角     |
| 2004年 | 金枝慾孽           | 鈕祜祿·如玥（如妃）                                | （與張可頤、黎 姿、佘詩曼、林保怡、陳 豪、陳秀珠、黃德斌、梁 琤、陳鴻烈、盧海鵬、韋家雄、 洋、敖嘉年、陳霽平、簡慕華、周家怡合演） | 四大女主角之一 |
| 2005年 | 御用閒人           | 蘇 三（三姑娘）                                    | （與鄭少秋、滕麗名、魏駿傑、楊 怡、吳家樂合演）                                                                                    | 第一女主角     |
| 2006年 | 女人唔易做         | 海 翹（Hillda姐）                                  | （與吳美珩、林 峯、謝天華、馬國明、徐子珊合演）                                                                                    | 第一女主角     |
| 2007年 | 師奶兵團           | 蒙嘉嘉（Monica）                                   | （與葉 童、商天娥、謝天華、姜大衛、郭政鴻、唐 寧、馬國明合演）                                                                     | 三大女主角之一 |
| 2007年 | 歲月風雲           | 汪紹芬（Fanny、孻嬸）                              | （與劉松仁、苗僑偉、林 峯、馬德鐘、佘詩曼、宣 萱、伍衛國、黃淑儀、陳國邦、胡杏兒、馮紹峰、吳卓羲、梁靖琪、劉 江、陳美琪合演）      | 第四女主角     |
| 2008年 | 尖子攻略           | 嚴家勵（Kelly、A神）                               | （與歐陽震華、郭政鴻、許紹雄、羅敏莊、羅仲謙、梁烈唯、梁証嘉合演）                                                                 | 第一女主角     |
| 2009年 | 巾幗梟雄           | 康寶琦/康寶燕（四奶奶）                            | （與黎耀祥、謝雪心、岳 華、惠英紅、商天娥、敖嘉年、吳卓羲、胡定欣、李成昌、徐淑敏、馬海倫、梁証嘉、黃智賢、郭峰合演）              | 第一女主角     |
| 2010年 | 巾幗梟雄之義海豪情 | 鄭九妹（九姑娘）                                   | （與黎耀祥、黃浩然、岳 華、謝雪心、惠英紅、敖嘉年、陳法拉、麥長青、胡定欣、黃智賢、郭峰、江美儀、馬海倫、李成昌、梁証嘉合演）      | 第一女主角     |
| 2013年 | 金枝慾孽貳         | 鈕祜祿·如玥（如妃）                                | （與蔡少芬、伍詠薇、陳 豪、黃德斌、關禮傑、簡慕華、韋家雄、曹永廉、龔嘉欣、杜燕歌、楊秀惠、葉翠翠、陳 煒合演）                     | 三大女主角之一 |

### 電視劇（中國大陸）
| 劇名                          | 角色       | 合作演員                                               | 性質       |
| ----------------------------- | ---------- | ------------------------------------------------------ | ---------- |
| 2005年                        |            |                                                        |            |
| 徽娘宛心                      | 筱桂香     | 李冰冰、劉曉慶、李宗翰、朱雨辰                         | 第三女主角 |
| 青城之戀                      | 梅 蘭      | 林保怡                                                 | 第一女主角 |
| 2008年                        |            |                                                        |            |
| 牌坊下的女人                  | 何其貞     | 苗乙乙、寇振海                                         | 第一女主角 |
| 2009年                        |            |                                                        |            |
| 玫瑰江湖                      | 殷雪涵     | 霍思燕、孫菲菲、劉松仁、何晟銘、鍾漢良、陳鍵鋒、馮紹峰 | 第三女主角 |
| 2011年                        |            |                                                        |            |
| 新還珠格格                    | 皇后       | 李晟、海陸、張睿、李佳航                               | 女配角     |
| 2012年                        |            |                                                        |            |
| 傾城雪                        | 白玉琴     | 董潔、杜淳、何晟銘、張嘉倪                             | 第三女主角 |
| 2013年                        |            |                                                        |            |
| 棋逢對手                      | 蘇珊娜     | 黃軒、王子文、黃覺、黄勐、孔維                         | 第二女主角 |
| 2014年                        |            |                                                        |            |
| 美人製造                      | 武則天     | 楊蓉、金世佳、张哲瀚                                   | 第二女主角 |
| 2017年                        |            |                                                        |            |
| 繁星四月                      | 崔凤萍     | 吳奇隆、戚薇                                           | 第三女主角 |
| 2020年                        |            |                                                        |            |
| 穿盔甲的少女                  | 程敏莉     |                                                        | 特別客串   |
| 2021年                        |            |                                                        |            |
| 你的名字我的姓氏 (2016年拍攝) | 蒋佩珊     |                                                        | 女配角     |
| 2022年                        |            |                                                        |            |
| 我們的當打之年                | 傅梅       |                                                        |            |
| 九義人                        | 寧國公夫人 |                                                        |            |
| 待播                          |            |                                                        |            |
| 愛在風起雲湧時                | 付玉霞     | 李立群、呂良偉、邢岷山、王学兵                         | 第一女主角 |
| 傾城亦清歡                    |            |                                                        |            |

### 電視劇（亞洲電視）
| 首播   | 劇名             | 角色           | 備註                                     | 性質           |
| 1996年 | 再見艷陽天       | 張文鳳／鍾心明 | （與陳秀雯、馬景濤、林韋辰、邵美琪合演） | 四大女主角之一 |
| 1996年 | 我和春天有個約會 | 姚小蝶         | （與商天娥、萬綺雯、蔡曉儀、江 華）      | 第一女主角     |
| 1997年 | 國際刑警1997     | 羅籽言         | （與劉松仁、方中信、關禮傑、林韋辰合演） | 第一女主角     |

### 電視劇（ViuTV）
| 首播   | 劇名   | 角色             | 備註                                     | 性質       |
| 2019年 | 婚內情 | 馬淑湘（Sharon） | （與陳錦鴻、廖碧兒、談善言、林德信合演） | 第一女主角 |

### 電視劇（台灣）
| 劇名               | 角色     | 合作演員                         | 性質       |
| ------------------ | -------- | -------------------------------- | ---------- |
| 1997年             |          |                                  |            |
| 施公奇案之辣笔老辛 | 桑小歡   | 林在培、李國超、陳仙梅           | 單元女主角 |
| 施公奇案之母親阿霞 | 阿 霞    | 黃膺勳、屈中恆                   | 單元女主角 |
| 2001年             |          |                                  |            |
| 少年英雄之洪文定   | 胭十一娘 | 陳志朋、何美钿、鄭瑞曉           | 第一女主角 |
| 2003年             |          |                                  |            |
| 倩女幽魂           | 素天心   | 徐熙媛、陳曉東、聶遠、吳京、宣萱 | 客串       |
| 2018年             |          |                                  |            |
| 情義路             | 洪美珠   | 吳宗憲                           | 第一女主角 |

### 電視電影（無綫電視）
| 電影名稱       | 角色              |
| -------------- | ----------------- |
| 1987年         |                   |
| 逼娼為良       | Susie（小娟）     |
| 1989年         |                   |
| 末世惊情之夢殺 | 宋淑文            |
| 天涯路客       | 殷素媚            |
| 1993年         |                   |
| 江湖梦         | 溫婉蘭            |
| 2004年         |                   |
| 紅杏劫         | 沈家寶（Cheerie） |
| 親密殺機       | 萬莎華（Sabrina） |

### 電影
| 電影名稱       | 角色       | 性質       |
| -------------- | ---------- | ---------- |
| 1989年         |            |            |
| 小男人週記     | Cora       |            |
| 火舞儷人       | 麗 雯      |            |
| 龍之根         | 劉德華妻子 |            |
| 1990年         |            |            |
| 絶橋智多星     |            |            |
| 九天玄女       | 小 蘭      |            |
| 龍虎大老千     | 龔 玲      |            |
| 1991年         |            |            |
| 何日君再来     |            |            |
| 1999年         |            |            |
| 星愿           | 秋男之姐   | 第二女主角 |
| 梁婆婆重出江湖 |            |            |
| 2000年         |            |            |
| 没有你，没有我 |            |            |
| 2004年         |            |            |
| 當碧咸遇上奧雲 |            |            |
| 2005年         |            |            |
| 瘦身           | 阿 玲      | 第一女主角 |
| 2006年         |            |            |
| 地老天荒       |            |            |
| 龍虎門         | 龍母親     | 女配角     |
| 2012年         |            |            |
| 四大名捕       | 嬌 娘      | 女配角     |
| 2013年         |            |            |
| 四大名捕II     | 嬌 娘      | 女配角     |
| 2014年         |            |            |
| 四大名捕大结局 | 嬌 娘      | 女配角     |
| 2016年         |            |            |
| 驚心破         | 車家偉配偶 | 女配角     |
| 2023年         |            |            |
| 孤注一擲       | 顾天之母亲 |            |

### 舞臺劇
| 首演日期 | 劇名                             | 角色 |
| 1991年   | 小姐有約                         |      |
| 1995年   | 上海屋簷下（页面存档备份，存于） |      |
| 2006年   | 不期而遇的男人                   |      |
| 2025年   | 鱷魚                             | 瘦馬 |

### 廣播劇
| 首播日期 | 劇名         | 角色         |
| 2006年   | 《狮子山下》 | 江 美（Jan） |

### 電台節目主持

#### 香港電台
| 年份          | 節目                                |
| ------------- | ----------------------------------- |
| 2005年-2006年 | 性在有心2（鄧萃雯、高皓正、程翠雲） |
| 2013年        | 壓力不倒翁                          |

## 音樂作品

### 歌曲
| 歌曲     | 電視劇       | 性質   |
| -------- | ------------ | ------ |
| 默默耕耘 | 《飛馳夢想》 | 主題曲 |

### MV
| 歌手   | 歌曲         |
| ------ | ------------ |
| 譚詠麟 | 《第一滴淚》 |
| 林子祥 | 《愛到發燒》 |

### 歌唱比賽
| 年份   | 名稱                       | 合作                 |
| ------ | -------------------------- | -------------------- |
| 1988年 | 《上海－巴黎世界歌唱比賽》 | 林敏驄《消失在風裡》 |

### 演唱會
| 年份                    | 人物                                         | 地點                                                           |
| ----------------------- | -------------------------------------------- | -------------------------------------------------------------- |
| 2009年10月10日          | 鄧萃雯、黎耀祥、關菊英                       | 於美國開演唱會                                                 |
| 2010年6月19日           | 鄧萃雯、黎耀祥                               | 於加拿大多倫多開演唱會                                         |
| 2011年10月10日-10月11日 | 鄧萃雯、黎耀祥、毛舜筠                       | 於馬來西亞雲頂舉行「粒粒巨星匯雲頂」演唱會                     |
| 2012年8月4日            | 鄧萃雯、薛家燕、謝天華、林保怡、敖嘉年、馬賽 | 於新加坡舉行演唱會                                             |
| 2012年10月5日           | 鄧萃雯、林保怡、薛家燕、謝天華、敖嘉年       | 於馬來西亞雲頂雲星劇場舉行「香港影視巨星勁爆雲頂演唱會」演唱會 |

## 無綫月曆
- 2007年 - 9月 - 鄧萃雯、鄭嘉穎、伍詠薇、向海嵐
- 2008年 - 9月 - 鄧萃雯、陳敏之、黎姿、林保怡、唐詩詠、陳美詩
- 2009年 - 9月 - 鄧萃雯、鄭少秋、謝天華、伍詠薇、曹敏莉

## 獎項

### 華僑晚報十大明星選舉
| 年度     | 頒獎典禮/機構        | 獎項         | 結果 |
| -------- | -------------------- | ------------ | ---- |
| 1986年度 | 華僑晚報十大明星選舉 | 十大電視明星 | 獲獎 |

### 萬千星輝頒獎典禮
| 年份   | 頒獎典禮/機構        | 獎項                               | 劇集                   | 角色        | 結果 |
| ------ | -------------------- | ---------------------------------- | ---------------------- | ----------- | ---- |
| 2003年 | 萬千星輝賀台慶2003   | 「本年度我最喜愛的實力非凡女藝員」 | 《LovingYou我愛你2》   |             | 獲獎 |
| 2004年 | 萬千星輝賀台慶2004   | 「本年度我最喜愛的實力非凡女藝員」 | 《金枝慾孽》           | 鈕祜祿·如玥 | 獲獎 |
| 2004年 | 萬千星輝賀台慶2004   | 「本年度我最喜爱的電視角色」       | 《金枝慾孽》           | 鈕祜祿·如玥 | 獲獎 |
| 2009年 | 萬千星輝頒獎典禮2009 | 「最佳女主角」                     | 《巾幗梟雄》           | 康寶琦      | 獲獎 |
| 2010年 | 萬千星輝頒獎典禮2010 | 「最佳女主角」                     | 《巾幗梟雄之義海豪情》 | 鄭九妹      | 獲獎 |

### Astro華麗台電視劇大獎
| 年份   | 頒獎典禮/機構         | 獎項                                                     | 劇集           | 角色        | 結果 |
| ------ | --------------------- | -------------------------------------------------------- | -------------- | ----------- | ---- |
| 2005年 | Astro華麗台電視劇大獎 | 「我的最愛十二大電視角色」                               | 《金枝慾孽》   | 鈕祜祿·如玥 | 獲獎 |
| 2005年 | Astro華麗台電視劇大獎 | 「我最难忘的一幕」 (小格格死去，如妃哭求上天保女站饒命） | 《金枝慾孽》   |             | 獲獎 |
| 2007年 | Astro華麗台電視劇大獎 | 「我的最愛十二大電視角色」                               | 《女人唔易做》 | 海翹        | 獲獎 |

### MY AOD我的最愛頒獎典禮
| 年份   | 頒獎典禮/機構          | 獎項                     | 劇集                   | 角色             | 結果 |
| ------ | ---------------------- | ------------------------ | ---------------------- | ---------------- | ---- |
| 2010年 | MY AOD我的最愛頒獎典禮 | 「我的最愛十大電視角色」 | 《巾幗梟雄之義海豪情》 | 鄭九妹（九姑娘） | 獲獎 |

### 壹電視大獎
| 年份   | 頒獎典禮/機構 | 獎項           | 結果 |
| ------ | ------------- | -------------- | ---- |
| 2005年 | 壹電視大獎    | 第一位電視藝人 | 獲獎 |
| 2010年 | 壹電視大獎    | 第一位電視藝人 | 獲獎 |
| 2011年 | 壹電視大獎    | 第三位電視藝人 | 獲獎 |

### 明報週刊演藝動力大獎
| 年份   | 頒獎典禮/機構        | 獎項                 | 劇集                   | 角色            | 結果 |
| ------ | -------------------- | -------------------- | ---------------------- | --------------- | ---- |
| 2004年 | 明報週刊演藝動力大獎 | 「最突出電視女藝員」 | 《金枝慾孽》           | 鈕祜祿·如玥     | 獲獎 |
| 2009年 | 明報週刊演藝動力大獎 | 「最突出電視女藝員」 | 《巾幗梟雄》           | 康寶琦 (四奶奶) | 獲獎 |
| 2011年 | 明報週刊演藝動力大獎 | 「最突出電視女藝員」 | 《巾幗梟雄之義海豪情》 | 鄭九妹 (九姑娘) | 獲獎 |

### 星和無綫電視大獎
| 年份   | 頒獎典禮/機構    | 獎項                    | 劇集                   | 角色   | 結果 |
| ------ | ---------------- | ----------------------- | ---------------------- | ------ | ---- |
| 2011年 | 星和無綫電視大獎 | 「我最愛TVB電視女角色」 | 《巾幗梟雄之義海豪情》 | 鄭九妹 | 獲獎 |

### 華鼎獎
| 年份   | 頒獎典禮/機構 | 獎項           | 劇集           | 角色   | 結果 |
| ------ | ------------- | -------------- | -------------- | ------ | ---- |
| 2011年 | 華鼎獎        | 「最佳女配角」 | 《新還珠格格》 | 繼皇后 | 獲獎 |

### 其他獎項
| 年份   | 頒獎典禮/機構                                | 獎項                                                    | 結果 |
| ------ | -------------------------------------------- | ------------------------------------------------------- | ---- |
| 2004年 | YAHOO!搜尋人氣大獎                           | 「電視女藝人」大獎                                      | 獲獎 |
| 2004年 | 娛樂滿天星                                   | 最受歡迎女演員                                          | 獲獎 |
| 2004年 | 娛樂滿天星                                   | 最受歡迎大反派（鈕祜祿·如玥）                           | 獲獎 |
| 2004年 | 新城電台                                     | 「點正娛樂黑白新視角嘉獎大典2004」－黑演藝大獎          | 獲獎 |
| 2004年 | 新城電台                                     | 最佳女主角                                              | 獲獎 |
| 2004年 | 香港電台                                     | 「晨光第一線2004－風雲人物大選」－風雲女士大獎          | 獲獎 |
| 2004年 | 香港新浪网                                   | 「十大風雲人物」第四位                                  | 獲獎 |
| 2005年 | 《FarmX Teen Power B-Day Party》             | 最受歡迎電台主持獎                                      | 獲獎 |
| 2005年 | 金南方年度“南方盛典”                         | 金南方年度最佳电视剧女演员獎《青城之戀》                | 獲獎 |
| 2007年 | 新城娛樂台「點正娛樂新聞王」                 | 電視女新聞王                                            | 獲獎 |
| 2009年 | 2009年度YAHOO!搜尋人氣大獎                   | 「電視女藝人」                                          | 獲獎 |
| 2009年 | 騰訊網                                       | 星光大典年度港台電視女演員                              | 獲獎 |
| 2010年 | TVshow2010娛樂電視大獎年度我最愛的電視女角色 |                                                         | 獲獎 |
| 2010年 | 《巴巴閉邊個夠我查篤撐》                     | 網民評選最佳女主角                                      | 獲獎 |
| 2011年 | 2011國劇盛典                                 | 年度網路最受歡迎港台女演員《巾幗梟雄之義海豪情》 鄭九妹 | 獲獎 |
| 2012年 | 騰訊星光大典港台年度電視女演員               | 《新還珠格格》 繼皇后                                   | 獲獎 |
| 2012年 | 星尚大典影視經典人物 - 鄧萃雯                |                                                         | 獲獎 |
| 2013年 | 卓展·Lady                                    | 十大正能量女性人物：《金枝慾孽貳》 鈕祜祿·如玥          | 獲獎 |

## 電視節目（無綫電視）
| 年份   | 節目（無綫電視）                                     |
| ------ | ---------------------------------------------------- |
| 1986年 | 群星獻瑞喜迎春                                       |
| 1986年 | 1986年電視小姐競選準決賽                             |
| 1987年 | 翡翠群星二十年                                       |
| 1988年 | 星光閃聚吉隆坡                                       |
| 1988年 | 1988 銀河接力大賽                                    |
| 1989年 | 周末夜遊人                                           |
| 1990年 | 電視先鋒群星會                                       |
| 1994年 | 愛情公開學院                                         |
| 1995年 | 寰宇風情 秘魯、巴西亞馬遜特輯（主持）                |
| 1995年 | 花弗新世界                                           |
| 1995年 | 運財智叻星                                           |
| 1999年 | 反斗旅游俱樂部IV                                     |
| 1999年 | 公益金屋開心SHOW                                     |
| 1999年 | 蔡瀾嘆世界（南非）                                   |
| 1999年 | 驚天動地獎門人                                       |
| 1999年 | 2000小時迎千禧之光輝紀元出狀元                       |
| 2000年 | 宇宙無敵獎門人                                       |
| 2001年 | 公益開心大富翁                                       |
| 2001年 | 旅遊韓國真的感受（主持）                             |
| 2001年 | 名人蒲點食名菜（嘉賓主持）                           |
| 2001年 | 好客香港攞滿FUN                                      |
| 2001年 | 一筆out消                                            |
| 2002年 | 旅游韓國真程趣III                                    |
| 2002年 | 大學群英越野狂奔（主持）                             |
| 2002年 | 一觸即發                                             |
| 2004年 | 峇里加倍開心之旅（主持）                             |
| 2004年 | 旅創新感受                                           |
| 2004年 | 翡翠實力派                                           |
| 2004年 | 都市閒情                                             |
| 2004年 | 萬千星輝賀台慶2004                                   |
| 2004年 | TVB8金曲榜頒獎典禮（頒獎嘉賓）                       |
| 2004年 | 繼續無敵獎門人                                       |
| 2006年 | 15/16                                                |
| 2006年 | 星級育樂王                                           |
| 2006年 | 心大心細                                             |
| 2007年 | 一擲千金                                             |
| 2007年 | 問題娛樂圈                                           |
| 2009年 | 星級廚房                                             |
| 2009年 | TVB512再展關懷                                       |
| 2009年 | 志雲飯局                                             |
| 2009年 | 星星同學會                                           |
| 2009年 | 霎時感動（嘉賓）                                     |
| 2009年 | 萬眾同心公益金                                       |
| 2009年 | 美女廚房 (第二輯)                                    |
| 2009年 | 至8女人心                                            |
| 2009年 | 萬千星輝賀台慶2009                                   |
| 2009年 | 2009年萬千星輝頒獎典禮                               |
| 2009年 | 2010無綫節目巡禮                                     |
| 2009年 | 今日VIP                                              |
| 2010年 | Big4 大四喜                                          |
| 2010年 | 今日VIP                                              |
| 2010年 | 當羅慧娟遇上九姑娘                                   |
| 2010年 | TVB43年 快樂力量迎台慶/萬千星輝賀台慶2010            |
| 2010年 | 2010年萬千星輝頒獎典禮                               |
| 2011年 | 和味蘇                                               |
| 2011年 | 今日VIP                                              |
| 2011年 | 2011年萬千星輝頒獎典禮（擔任「最佳男主角」頒獎嘉賓） |
| 2013年 | 今日VIP                                              |
| 2016年 | 萬千星輝頒獎典禮2016（擔任「最佳劇集」頒獎嘉賓）     |
| 2017年 | 恩雨之聲 生命中的A貨（無綫電視明珠台節目）           |
| 2017年 | 最佳拍檔                                             |

## 電視節目（其他）
| 年份   | 節目                                               |
| ------ | -------------------------------------------------- |
|        | 福音紀錄片《挪亞方舟》旁白                         |
| 1988年 | 台灣中視：連環泡                                   |
| 1999年 | 台視：台灣紅不讓                                   |
| 2004年 | 北京台：明星記者會                                 |
| 2005年 | 第24屆香港電影金像獎（擔任「最佳女配角」頒獎嘉賓） |
| 2005年 | 《鄭少秋家傳户曉演唱會》（嘉賓）                   |
| 2005年 | 女人我最大                                         |
| 2007年 | 華娛衛視：靜距離                                   |
| 2009年 | 騰訊：娛樂名人坊                                   |
| 2009年 | 搜狐：最佳現場                                     |
| 2010年 | 《鄭秀文LoveMi演唱會》（嘉賓）                     |
| 2011年 | 《劉德華Unforgettable演唱會》（嘉賓）              |
| 2011年 | 上海東方衛視：2011年春節联歡晚會                   |
| 2011年 | 湖南衛視：快樂大本營                               |
| 2011年 | 騰訊：巅峰對話                                     |
| 2011年 | 深圳衛視：年代秀                                   |
| 2011年 | 台灣TVBS：吃飯皇帝大                               |
| 2011年 | 新浪直播間                                         |
| 2011年 | 北青網：紅人坊                                     |
| 2011年 | 環球網：高人網                                     |
| 2012年 | 旅游衛視：向尚看齊                                 |
| 2016年 | 湖南衛視：全員加速中第二季                         |
|        | 浙江衛視：王牌对王牌                               |
| 2019年 | 百花迎春文藝新年晚會                               |
| 2020年 | 百花迎春文藝新年晚會                               |
|        | 廣東衛視：流淌的歌聲                               |
| 2021年 | 百花迎春文藝新年晚會                               |
| 2022年 | 湖南衛視：大灣仔的夜                               |
|        | 百花迎春文藝新年晚會                               |

## 廣告
- 2009年：泊妮化妆品
- 2009年：OTO揼揼鬆
- 2010年：潔白物語洗衣粉（獅王潔白物語）
- 2010年：日本命力強骼素
- 2010年：樂敦養潤水
- 2010年：纖形22
- 2011年：藍十字保險 (與黎耀祥合作)
- 2012年：Salon De Pro 染髮劑
- 2013年：樂道三七
- 2016年：50の惠 養潤育髮精華素

## 外部連結
- 鄧萃雯的新浪微博
- 鄧萃雯 新浪博客（页面存档备份，存于）
- 鄧萃雯 Blog
- 出類拔萃
- 鄧萃雯的Facebook專頁(她的這個專頁有她較新的帖子,包括2018年的帖子。)
- 鄧萃雯在互联网电影资料库（IMDb）上的資料（英文）
- 鄧萃雯在香港影庫上的簡介
- 鄧萃雯在豆瓣上的资料（简体中文）
- 鄧萃雯在时光网上的簡介（简体中文）

| 前任： 宣萱 | 明報週刊演藝動力大獎 最突出電視女藝員 2004年 | 繼任： 汪明荃 |

| 前任： 米雪 | 明報週刊演藝動力大獎 最突出電視女藝員 2009年 | 繼任： 佘詩曼 |